# Nexus 5
Nexus 5 (модельний номер D820, D821, також відомий як LG Nexus 5, Google Nexus 5)  — смартфон (гуглофон), розроблений компанією LG Group та розповсюджується корпорацією Google, анонсований 31 жовтня 2013 року. Смартфон працює під управлінням операційної системи Android KitKat 4.4 і є першим смартфоном з цією ОС. Апарат побудовано на основі LG G2.

## Характеристики смартфону

### Зовнішній вигляд
Порівняно з іншими флагманами, Nexus 5 — це скромний прямокутник. Велика діагональ екрану призвела до великих фізичних розмірів (137,9 x 69,2 x 8,6 мм), проте завдяки вузькій грані між екраном апарат здається меншим. Кути закруглені, корпус зроблено з пластику.

### Апаратне забезпечення
Смартфон працює на базі чотириядерного процесора Snapdragon 800 від Qualcomm, що працює із тактовою частотою 2,3 ГГц (архітектура ARMv7), графічний процесор — Adreno 330. Оперативна пам'ять — 2 Гб і вбудована пам'ять — 16 і 32 Гб (слот розширення пам'яті відсутній). Апарат оснащений 4,95-дюймовим (125,73 мм відповідно) екраном із розширенням 1080 x 1920 пікселів, тобто із щільністю пікселів 445 (ppi), що виконаний за технологією IPS LCD та скло Gorilla Glass 3 компанії Corning. В апарат вбудовано 8-мегапіксельну основну камеру з оптичною стабілізацією зображення, що може знімати Full HD-відео (1080p) із частотою 30 кадрів на секунду, і фронтальною 1,3-мегапіксельною камерою. Дані передаються бездротовими модулями Wi-Fi (802.11a/b/g/n/ac), Bluetooth 4.0. Підтримує мобільні мережі 4 покоління (LTE), вбудована антена стандарту GPS + GLONASS. Весь апарат працює від Li-Po акумулятора ємністю 2300 мА·г, що може пропрацювати у режимі очікування 300 годин (12,5 дня), у режимі розмови — 17 годин, і важить 130 грамів.

### Програмне забезпечення
Смартфон Nexus 5 постачається із встановленою операційною системою власного виробництва Google — Android 4.4 KitKat. У цій версії була збільшена продуктивність, змінений інтерфейс, розробник додав нові можливості.

## Регіональні варіації
Google випустив дві моделі смартфону. Апарат з модельним номером D820 продається на ринках Північної Америки (США і Канада), а у решті світу — з модельним номером D821. Ззовні смартфони повністю подібні, всередині — відрізняються лише каналами стільникового зв'язку.

## Сприйняття

### Критика
Ресурс «PhoneArena» поставив апарату 9,5 із 10 балів, сказавши, що «Nexus 5 дуже подібний на особу у спортивному залі, що носить значно більшу футболку, щоб приховати результати виснажливих довготривалих тренувань». До плюсів зараховано ціна («вигідна»), користувацький інтерфейс («спрощений»), камера, до мінусів — вигляд («скромний»), час роботи акумулятора, звучання зовнішнього динаміка.
Марк Флорес з ресурсу «TechRadar» поставив 4/5, сказавши, що «він може і не мати такого часу роботи від акумулятора, як LG G2, чи камери, що можна знайти у iPhone 5S чи Lumia 1020, чи якості складання iPhone чи HTC One, але ви не будете жертвувати тим, які гроші ви за нього платите». Сподобались екран («великий»), ціна («низька»), продуктивність («блискуча»), не сподобались — камера («тьмяна»), час роботи від акумулятора.
Ендрю Гойл з ресурсу «CNET UK» поставив оцінку 4/5, сказавши, що «якщо вам не заважає відсутність можливості розширення пам'яті, невражаюча камера і деякі вибрики Android, тоді Nexus 5 є не лише чудовим бюджетним смартфоном, але і величним, не залежно від того, скільки грошей ви витратили». Плюсами смартфону названо ціну («доступна»), екран («чудовий, Full HD»), потужний процесор, остання версія Android, мінусами — камера, відсутність слоту розширення пам'яті, роздратування програмним забезпеченням.
Джошуа Топольскі з ресурсу «TheVerge» поставив 8,0/10, сказавши, що «Google має вирішити проблеми з камерою. Коли цей день настане, Nexus 5 буде вбивцею-контейнером, який я радо пораджу. Але не сьогодні». До переваг було зараховано операційна система («KitKat це головна зміна»), продуктивність («верещить»), дисплей («розкішний»), до недоліків — камера («гнітюче відчуття»), час автономної роботи, дизайн («нецікавий»).

### Продажі
Продаватися смартфон почав 1 листопада 2013 року у США, Великій Британії, Канаді, Австралії, Франції, Німеччині, Італії, Іспанії, Японії та Кореї. 16-Гб версія коштує 349 $, 32 Гб — 399 $ без контракту з оператором мобільного зв'язку.
Згідно з повідомленнями, чорна модель Nexus 5 з 16 Гб пам'яті була повністю продана через декілька хвилин після початку продажів.
В Україні смартфон почав продаватися з 29 листопада 2013 року з вартістю від 4 444 ₴ за версію з 16 Гб внутрішньої пам'яті.

## Завершення підтримки
В серпні 2023 року, корпорація Google збирається залишити версію ОС Android 4.4 KitKat без підтримки фірмових сервісів. Відповідно, на усіх пристроях, які досі працюють на цій версії системи припинять роботу сервіси Google, а саме карти, відстеження місця розташування, картографування, обробка платежів, інтернет-реклама та єдиний вхід через Google-акаунт, який необхідний для роботи багатьох сторонніх додатків для Android. Від Android 4.4 KitKat також відмовляться останні розробники софту для смартфонів.

## Цікаві факти
- Ресурс iFixit, що займається публікацією онлайн інструкцій щодо ремонту різної електроніки, поставив Nexus 5 8/10 у придатності для ремонту (10 — найлегше здійснити ремонт)[19].
- Згідно з повідомленнями південнокорейськи ЗМІ, компанія LG хотіла, щоб Nexus 5 продавався під брендом Nexus G[20].

### Виноски
1. 1 2 3 4 5 6 7 8 9  Google Nexus 5 (англ.). PhoneArena. Архів оригіналу за 2 листопада 2013. Процитовано 31 жовтня 2013.
2. 1 2 3 4 5 6 7 8 9 10 11 12 13  LG Nexus 5 (англ.). GSMArena. Архів оригіналу за 31 жовтня 2013. Процитовано 31 жовтня 2013.
3. 1 2  Google представив смартфон Nexus 5 з новою версією Android (відео). ТСН. 31 жовтня 2013. Архів оригіналу за 2 листопада 2013. Процитовано 31 жовтня 2013.
4. 1 2 3 4  Google презентувала свій флагманський смартфон Nexus 5 на новому Android. Дзеркало тижня. 1 листопада. Архів оригіналу за 2 листопада 2013. Процитовано 1 листопада 2013.
5. ↑  Vlad Savov (1 листопада 2013). Nexus 5 vs. LG G2: see the difference (англ.). The Verge. Архів оригіналу за 1 листопада 2013. Процитовано 2 листопада 2013.
6. 1 2 3  Joshua Topolsky (4 листопада 2013). Nexus 5 review. The ultimate Google Phone? (англ.). The Verge. Архів оригіналу за 6 листопада 2013. Процитовано 7 листопада 2013.
7. ↑  Marc Flores (9 листопада 2013). Google Nexus 5 review (англ.). TechRadar. Архів оригіналу за 11 листопада 2013. Процитовано 12 листопада 2013.
8. ↑  Andrew Martonik (1 листопада). Nexus 5 models 820 and 821: What's the difference? (англ.). Android Central. Архів оригіналу за 4 листопада 2013. Процитовано 2 листопада 2013.
9. ↑  John V. (6 листопада 2013). Google Nexus 5 Review. Call Quality, Battery and Conclusion (англ.). PhoneArena. Архів оригіналу за 9 листопада 2013. Процитовано 6 листопада 2013. [Архівовано 9 листопада 2013 у Wayback Machine.]
10. ↑  Marc Flores (9 листопада 2013). Google Nexus 5 review. Verdict (англ.). TechRadar. Архів оригіналу за 12 листопада 2013. Процитовано 12 листопада 2013.
11. ↑  Andrew Hoyle (5 листопада 2013). Google Nexus 5 review. Page 2 (англ.). CNET UK. Архів оригіналу за 12 січня 2014. Процитовано 12 січня 2014. [Архівовано 12 січня 2014 у Wayback Machine.]
12. ↑  Andrew Hoyle (5 листопада 2013). Google Nexus 5 review (англ.). CNET UK. Архів оригіналу за 8 січня 2014. Процитовано 12 січня 2014. [Архівовано 8 січня 2014 у Wayback Machine.]
13. 1 2  Google презентував смартфон Nexus 5 на Android. BBC Україна. 1 листопада. Архів оригіналу за 3 листопада 2013. Процитовано 1 листопада 2013.
14. ↑  Alan F (31 жовтня 2013). Some Nexus 5 orders now shipping (англ.). PhoneArena. Архів оригіналу за 2 листопада 2013. Процитовано 1 листопада 2013.
15. ↑  Radhika Sanghani (1 листопада 2013). Nexus 5 phone sells out minutes after Google launch (англ.). The Daily Telegraph. Архів оригіналу за 3 листопада 2013. Процитовано 2 листопада 2013.
16. ↑  Nexus 5: стали відомі ціни на новий смартфон в Україні. ТНС.ua. 6 листопада 2013. Архів оригіналу за 7 листопада 2013. Процитовано 7 листопада 2013.
17. ↑  Мобильный телефон LG Google Nexus 5 16GB Black (рос.). Цитрус. Архів оригіналу за 5 листопада 2013. Процитовано 7 листопада 2013.
18. ↑  Google відключає підтримку Android 4.4: що робити зі старими смартфонами. // Автор: Максим Самойленко. 26.07.2023, 19:45
19. ↑  Nexus 5 Teardown (англ.). iFixit. Архів оригіналу за 30 жовтня 2020. Процитовано 6 листопада 2013.
20. ↑  Michael H. (14 листопада 2013). LG wanted the Nexus 5 to be called the Nexus G (англ.). PhoneArena. Архів оригіналу за 19 листопада 2013. Процитовано 22 листопада 2013.